# Miridae
Miridae é um táxon que corresponde a maior família de Heteroptera, com aproximadamente 10000 espécies dentro de 1383 gêneros ao redor do mundo (Schuh, 1995). A Região Neotropical, representada por aproximadamente 3000 espécies, possui o dobro do número registrado para a Região Neártica (Henry & Froeschner, 1988; Schuh, 1995). No Brasil são conhecidas cerca de 1000 espécies, número baixo considerando-se o tamanho territorial e a diversidade florística que o colocam em primeiro lugar na biodiversidade mundial. Para muitos estados brasileiros, principalmente aqueles da região Nordeste, a diversidade de mirídeos é praticamente desconhecida. Minas Gerais é o estado que apresenta a maior riqueza documentada, com 155 espécies.

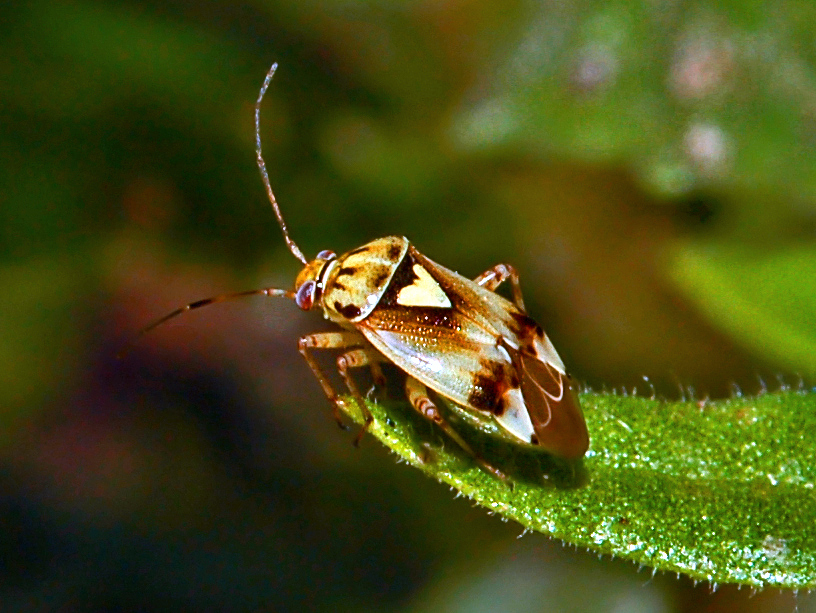
Miridae - Lygus pratensis

Os mirídeos têm sido alvo de estudos pelos danos que causam às plantas cultivadas (Wheeler, 2000a), pela presença de espécies predadoras com potencial para agentes de controle biológico (Wheeler, 2000b), e pelo fato biológico de que grande número de espécies fitosuccívoras, conhecidas como "facultativas" ou omnívoras, apresentar, ocasionalmente, hábitos predatórios (Henry, 2000). A demanda por identificação de mirídeos para pesquisas relacionadas às plantas cultivadas tem se intensificado. Muitas espécies têm sido identificadas como novas, como novos registros para plantas hospedeiras e como ocorrência inédita em regiões brasileiras. Isto sugere mudanças comportamentais de espécies fitosuccívoras. Trata-se de uma dinâmica crescente, possivelmente acompanhando as mudanças tecnológicas nos tratamentos agrícolas. ( Texto retirado da Iheringia, Sér. Zool.  no.91 Porto Alegre Nov. 2001 publicado pelo professor da Universidade Federal de Viçosa, Paulo Sérgio Fiuza Ferreira, especialista em taxonomia de insetos.)